# Bienvenue en famille
 (juillet 2025).
Motif : manque de références qualitatives, TI.
- Archive Wikiwix
- Bing
- Cairn
- DuckDuckGo
- E. Universalis
- Gallica
- Google
- G. Books
- G. News
- G. Scholar
- Persée
- Qwant
- (zh) Baidu
- (ru) Yandex
- (wd) trouver des œuvres sur Wikidata

| 1. | Préciser le motif de la pose du bandeau. | Précisez le motif de la pose du bandeau en utilisant la syntaxe suivante : {{admissibilité à vérifier\|date=juillet 2025\|motif=remplacez ce texte par le motif}}                         |
| 2. | Informer les utilisateurs concernés.     | Pensez à avertir le créateur de l'article, par exemple, en insérant le code ci-dessous sur sa page de discussion : {{subst:avertissement admissibilité à vérifier\|Bienvenue en famille}} |

Bienvenue en famille est une émission de télévision française, il s'agit de la 4e déclinaison du programme télévisée Bienvenue chez nous, elle est diffusée du 22 octobre 2018 au 27 mars 2020 sur TF1.
Elle est diffusée du lundi au vendredi, de 18 h 10 à 19 h 20.

## Principe
Quand on part en vacances avec ses enfants, pas facile de trouver le lieu idéal surtout quand on est une famille recomposée avec quatre gentils garnements. Alors pour séduire tout ce petit monde, quatre propriétaires, spécialisés dans les séjours en famille, vont s’affronter toute la semaine. Ils se recevront les uns chez les autres et accueilleront aussi cette nouvelle tribu. Toute la semaine, ils vivront l’expérience intensément et participeront à la compétition aux côtés des quatre propriétaires de maisons d’hôtes spécialistes des séjours en famille. 
En fin de semaine, ils devront faire un choix entre ces quatre lieux aux prestations si différentes. Vers quelle maison d’hôtes ira leur préférence ?

## Diffusion

### Saison 1 (2018)
La première saison est diffusée du 22 octobre 2018 au 2 novembre 2018 sur TF1.
Elle compte 2 semaines de 10 épisodes d'environ 45 minutes.
1. Chez Marie et Olivier ; diffusé le 22 octobre 2018.
2. Chez Liliane et Bernard ; diffusé le 23 octobre 2018.
3. Chez Evelyne et Emilie ; diffusé le 24 octobre 2018.
4. Chez San et Sébastien ; diffusé le 25 octobre 2018.
5. La finale ; diffusé le 26 octobre 2018.
6. Chez Sophie et Jean-Michel ; diffusé le 29 octobre 2018.
7. Chez Kevin et Cédric ; diffusé le 30 octobre 2018.
8. Chez Thierry et Magali ; diffusé le 31 octobre 2018.
9. Chez Julien et Emilie ; diffusé le 1er novembre 2018.
10. La finale[2] ; diffusé le 2 novembre 2018.

### Saison 2 (2019)
La deuxième saison est diffusée du 21 octobre 2019 au 8 novembre 2019 sur TF1.
Elle compte 3 semaines de 15 épisodes d'environ 45 minutes.
1. Carine et Claire ; diffusé le 21 octobre 2019.
2. Delphine et Dominique[3] ; diffusé le 22 octobre 2019.
3. Benoît et Arthur ; diffusé le 23 octobre 2019.
4. Corinne et Jean-Marie ; diffusé le 24 octobre 2019.
5. La finale[4] ; diffusé le 25 octobre 2019.
6. Brigitte et Amélie ; diffusé le 28 octobre 2019.
7. Laurence et Mathilde ; diffusé le 29 octobre 2019.
8. Marie-Laure et Sylvaine ; diffusé le 30 octobre 2019.
9. Christine et Grégory ; diffusé le 31 octobre 2019.
10. La finale[5] ; diffusé le 1er novembre 2019.
11. Morgane et Stéphane[6] ; diffusé le 4 novembre 2019.
12. Dominique et Christian ; diffusé le 5 novembre 2019.
13. Catherine et Marcel ; diffusé le 6 novembre 2019.
14. Sonia et Arnaud ; diffusé le 7 novembre 2019.
15. La finale[7] ; diffusé le 8 novembre 2019.

### Saison 3 (2020)
La troisième saison est diffusée du 17 février 2020 au 27 mars 2020 sur TF1.
Elle compte 6 semaines de 30 épisodes d'environ 45 minutes.
1. Sébastien et David ; diffusé le 17 février 2020.
2. Julie et Stéphane ; diffusé le 18 février 2020.
3. Carole et Philippe ; diffusé le 19 février 2020.
4. Florence et Didier ; diffusé le 20 février 2020.
5. La finale[8] ; diffusé le 21 février 2020.
6. Emilie et Jérôme ; diffusé le 24 février 2020.
7. Marie et Nadja ; diffusé le 25 février 2020.
8. Gwenaelle et Alexandre ; diffusé le 26 février 2020.
9. Patricia et Stéphanie ; diffusé le 27 février 2020.
10. La finale[9] ; diffusé le 28 février 2020.
11. Edith et Denys ; diffusé le 2 mars 2020.
12. Barbara et Alexandre ; diffusé le 3 mars 2020.
13. Alexia et Julien ; diffusé le 4 mars 2020.
14. Danielle et Didier ; diffusé le 5 mars 2020.
15. La finale[10] ; diffusé le 6 mars 2020.
16. Sylvie et Woody[11] ; diffusé le 9 mars 2020.
17. Joseph et Michaël ; diffusé le 10 mars 2020.
18. Cassandre et Christophe ; diffusé le 11 mars 2020.
19. Corinne et Yves ; diffusé le 12 mars 2020.
20. La finale[12] ; diffusé le 13 mars 2020.
21. Valérie et Sara ; diffusé le 16 mars 2020.
22. Aline et Frédérique ; diffusé le 17 mars 2020.
23. Camille et William ; diffusé le 18 mars 2020.
24. Claudie et Margot ; diffusé le 19 mars 2020.
25. La finale ; diffusé le 20 mars 2020.
26. Chez Marie et Olivier ; diffusé le 23 mars 2020 (rediffusion).
27. Chez Liliane et Bernard ; diffusé le 24 mars 2020 (rediffusion).
28. Chez Evelyne et Emilie ; diffusé le 25 mars 2020 (rediffusion).
29. Chez San et Sébastien ; diffusé le 26 mars 2020 (rediffusion).
30. La finale[13] ; diffusé le 27 mars 2020 (rediffusion).

## Audiences
| 1                                                            | 1       | 22 octobre 2018   | 2 700 000 | 16,9 % |
| 1                                                            | 2       | 23 octobre 2018   | 2 120 000 | 16,3 % |
| 1                                                            | 3       | 24 octobre 2018   | 2 200 000 | 17 %   |
| 1                                                            | 4       | 25 octobre 2018   | 2 200 000 | 17 %   |
| 1                                                            | 5       | 26 octobre 2018   | NC        | NC     |
| 1                                                            | Moyenne | Moyenne           | 2 305 000 | 16,8 % |
| 2                                                            | 6       | 29 octobre 2018   | 2 700 000 | 16,9 % |
| 2                                                            | 7       | 30 octobre 2018   | 2 500 000 | 17 %   |
| 2                                                            | 8       | 31 octobre 2018   | 2 400 000 | 15 %   |
| 2                                                            | 9       | 1er novembre 2018 | NC        | NC     |
| 2                                                            | 10      | 2 novembre 2018   | 2 600 000 | 18 %   |
| 2                                                            | Moyenne | Moyenne           | 2 550 000 | 16,7 % |
| - Meilleur score de la semaine - Meilleure PDA de la semaine |         |                   |           |        |